# Nabila Oulebsir
Nabila Oulebsir, née en 1963 à Alger, est architecte, historienne et historienne de l'art, maître de conférences habilitée à diriger des recherches (HDR), à l'université de Poitiers, au département d'histoire de l'art et archéologie. Elle est l'une des principales spécialistes en histoire du patrimoine et histoire urbaine de la région Méditerranée (et en particulier de l'Algérie), ainsi que de l'historiographie croisée de la discipline de l'histoire de l'art.

## Biographie
Elle soutient en octobre 1992, à l’École des hautes études en sciences sociales (EHESS, Paris), son mémoire de Diplôme d'études Approfondies (DEA en Histoire et civilisations), intitulé La préservation du patrimoine urbain : le cas du Maghreb (1962-1992), sous la direction de  Bernard Lepetit (rapporteur: Louis Bergeron), puis en janvier 2000, au sein de la même école et même discipline, une thèse de doctorat, intitulée La construction du patrimoine en Algérie, de la conquête au centenaire (1830-1930), élaborée tout d'abord sous la direction de  Bernard Lepetit, puis, après sa mort accidentelle, avec Daniel Nordman, publiée sous le titre Les Usages du patrimoine. Monuments, musées et politique coloniale en Algérie,1830-1930 (Paris, Éditions de la MSH, 2004),,.
De juin 1992 à août 2000, elle travaille à la Bibliothèque nationale de France, au Département des imprimés, rue Richelieu, puis au Département de recherche bibliographique, à Tolbiac, avec une interruption de juillet 1998 à septembre 1999, où elle est, pendant un an, Fellow junior au Wissenschaftskolleg de Berlin (Institut d'études avancées / Institute for Advanced Study). À partir de septembre 2000, elle est enseignante-chercheuse, nommée Maître de conférences en histoire du patrimoine et de l'architecture à l'Université de Poitiers, couvrant dans ses enseignements la période allant du XIXe  au  XXIe siècle. En septembre 2005, elle devient aussi rédactrice en chef de la revue Histoire de l'art, éditée par l'Association des professeurs d'archéologie et d'histoire de l'art des universités (Apahau), et en septembre 2007, elle bénéficie d'un accueil en délégation CNRS au Centre de recherches interdisciplinaires sur l'Allemagne (CRIA, UMR 3181 du CNRS, École des hautes études en sciences sociales de Paris). Ce centre est devenu le Centre Georg-Simmel, consacré aux recherches franco-allemandes en sciences sociales. Elle y est rattachée en tant que chercheuse titulaire puis associée, y coordonnant notamment le projet de formation à la recherche (PFR) Frontières du patrimoine: circulation des savoirs, des objets et œuvres d'art (CIERA, Centre Georg-Simmel).
De septembre 2008 à juin 2009, elle est Getty Scholar au Getty Research Institute de Los Angeles. En décembre 2016, elle soutient à l'université Panthéon-Sorbonne (Paris I), son habilitation à diriger des recherches en histoire de l'art (EA441), avec un mémoire de synthèse scientifique intitulé : Histoire transnationale du patrimoine en Méditerranée contemporaine. Architecture, musées et collections, et un mémoire inédit intitulé : Jean Alazard, une intelligence européenne de l'histoire de l'art.
Au sein de l'université de Poitiers, elle est membre  du CRIHAM (Centre de recherches interdisciplinaires en histoire, histoire de l'art et musicologie, EA 4270).

## Principales publications

### Ouvrages
- Alger : paysage urbain et architectures, 1800-2000, Paris/Besançon, Editions de L'Imprimeur, 2003 (sous la direction de N. Oulebsir, J.-L. Cohen et Y. Kanoun)
- Les usages du patrimoine monuments musées et politiques coloniale en Algérie 1830-1930, Paris, Editions de la MSH, 2004, issu de sa thèse en doctorat d'histoire[1],[5].
- "Histoire de l'art et Anthropologie", Revue Histoire de l'art, N°60, 2007 (sous la direction de N. Oulebsir)
- L'orientalisme architectural entre imaginaires et savoirs, Paris, Editions Picard, 2009 (sous la direction de N. Oulebsir et M. Volait).
- "Art, science et technologie", Revue Histoire de l'art, N°67, 2010 (sous la direction de N. Oulebsir)
- Architectures d’Orient en France. Villas, folies et palais d’ailleurs, Paris, Éditions Picard, 2018, 192 p., 127 ill. en couleurs, 24 x 30 cm (avec Bernard Toulier).

### Articles
- Avec Christine Peltre et Zeynep Çelik, « Histoire de l’art européen et orientalisme », Perspective, 3 | 2006, 364-378 [mis en ligne le 31 mars 2018, consulté le 31 janvier 2022. URL : http://journals.openedition.org/perspective/4234 ; DOI : https://doi.org/10.4000/perspective.4234].
- Avec Sylvie Aubenas, Eric de Chassey, Michel Laclotte, Philippe Plagnieux et Agnès Rouveret, « La monographie d’artiste : une contrainte, un modèle, un schéma adaptable ? », Perspective, 4 | 2006, 504-512 [mis en ligne le 31 mars 2018, consulté le 31 janvier 2022. URL : http://journals.openedition.org/perspective/10437 ; DOI : https://doi.org/10.4000/perspective.10437].
- « Le rythme architectural et urbain : temps, espace, mouvement », dans Désirée Lorenz, Cheikh Nguirane et Sarah Porcheron (éd.), Rythmes, Espaces et Sociétés, Universités de Poitiers-Limoges-La Rochelle), Limoges, Presses universitaires de Limoges, 2018, p. 61-72.